# 中国2010年上海世界博览会上汽集团-通用汽车馆
31°11′54″N 121°29′25″E / 31.1982658°N 121.4902282°E
中国2010年上海世界博览会上汽集团－通用汽车馆（简称上汽－通用馆、汽車館）是2010年上海世博会的企业展馆之一，位于浦西世博园区E片区、占地6000平方米，其主题为“可持续发展的动力移动系统”。
展馆旋动的圆形造型寓意着汽车工业缓缓上升的发展趋势，与展馆“直达2030”的主题相关联，而这样的螺旋造型又对于其钢结构安装精度有了很高的要求。在2009年8月26日封顶后，展馆得到了上海市金属结构行业协会的“金钢奖”。
而展馆的外表面幕墙则由4000多块锥面铝板构成，这些弧度不同的铝板借鉴了汽车制造工艺进行加工安装，还能够变幻出不同的脸谱。
展館由曹啟泰擔任總導演。
世博會結束後該建築被改建為上海兒童藝術劇場。